# Liste der Stolpersteine in Neuwied
Die Liste der Stolpersteine in Neuwied enthält Stolpersteine, die im Rahmen des gleichnamigen Kunst-Projekts von Gunter Demnig auf Initiative des Deutsch-Israelischen Freundeskreises Neuwied seit 2004 in der Stadt Neuwied verlegt wurden. Vom 9. November bis zum 26. November 2014 fand in dem zur Marktkirche gehörenden Café Auszeit die Ausstellung Stolpersteine in Neuwied-Erinnern an die Zukunft statt.
Die Stolpersteine sollen dem Vergessen der Opfer der nationalsozialistischen Gewaltherrschaft entgegenwirken. Die 10 cm × 10 cm × 10 cm großen Betonquader mit Messingtafel sind in den Bürgersteig vor jenen Häusern eingelassen, in denen die Opfer einmal zu Hause waren. Die Inschrift der Tafel gibt Auskunft über ihren Namen, ihr Alter und ihr Schicksal.

## Liste der Stolpersteine
Zusammengefasste Adressen zeigen an, dass mehrere Stolpersteine an einem Ort verlegt wurden. Die Tabelle ist teilweise sortierbar; die Grundsortierung erfolgt alphabetisch nach der Adresse. Die Spalte Person wird nach dem Namen der Person alphabetisch sortiert.
| Adresse                                                     | Person(en)                 | Verlegedatum | Inschrift | Bild |
| ----------------------------------------------------------- | -------------------------- | --- | --- | --- |
| Alleestraße 41                                              | Günter Engers              | | | Bild gesucht Der Benutzer GeorgDerReisende ( Diskussion ) wünscht sich an dieser Stelle ein Bild vom Ort mit diesen Koordinaten 50.424645 7.544631 . Motiv: Alleestraße 41: die Stolpersteine für die Familie Engers, die Lage und das Haus Falls du dabei helfen möchtest, erklärt die Anleitung , wie das geht. BW                         |
| Alleestraße 41                                              | Hedwig Engers              | | | Bild gesucht Die Wikipedia wünscht sich an dieser Stelle ein Bild vom hier behandelten Ort. Weitere Infos zum Motiv findest du vielleicht auf der Diskussionsseite . Falls du dabei helfen möchtest, erklärt die Anleitung , wie das geht. BW                                                                                                |
| Alleestraße 41                                              | Josef Engers               | | | Bild gesucht Die Wikipedia wünscht sich an dieser Stelle ein Bild vom hier behandelten Ort. Weitere Infos zum Motiv findest du vielleicht auf der Diskussionsseite . Falls du dabei helfen möchtest, erklärt die Anleitung , wie das geht. BW                                                                                                |
| Alleestraße 41                                              | Moritz Engers              | | | Bild gesucht Die Wikipedia wünscht sich an dieser Stelle ein Bild vom hier behandelten Ort. Weitere Infos zum Motiv findest du vielleicht auf der Diskussionsseite . Falls du dabei helfen möchtest, erklärt die Anleitung , wie das geht. BW                                                                                                |
| Altwieder Straße 7                                          | David Emma                 | | | Bild gesucht Der Benutzer GeorgDerReisende ( Diskussion ) wünscht sich an dieser Stelle ein Bild vom Ort mit diesen Koordinaten 50.473979 7.50088 . Motiv: Altwieder Straße 7: die Stolpersteine für David Emma, Hedwig und Karl Kahn, die Lage und das Haus Falls du dabei helfen möchtest, erklärt die Anleitung , wie das geht. BW        |
| Altwieder Straße 7                                          | Hedwig Kahn                | | | Bild gesucht Die Wikipedia wünscht sich an dieser Stelle ein Bild vom hier behandelten Ort. Weitere Infos zum Motiv findest du vielleicht auf der Diskussionsseite . Falls du dabei helfen möchtest, erklärt die Anleitung , wie das geht. BW                                                                                                |
| Altwieder Straße 7                                          | Karl Kahn                  | | | Bild gesucht Die Wikipedia wünscht sich an dieser Stelle ein Bild vom hier behandelten Ort. Weitere Infos zum Motiv findest du vielleicht auf der Diskussionsseite . Falls du dabei helfen möchtest, erklärt die Anleitung , wie das geht. BW                                                                                                |
| Am Carmen-Sylva-Garten 4                                    | Erich Salomon              | | | Bild gesucht Der Benutzer GeorgDerReisende ( Diskussion ) wünscht sich an dieser Stelle ein Bild vom Ort mit diesen Koordinaten 50.425313 7.464384 . Motiv: Am Carmen-Sylva-Garten 4: der Stolperstein für Erich Salomon, die Lage und das Haus Falls du dabei helfen möchtest, erklärt die Anleitung , wie das geht. BW                     |
| Am Kirchberg 2                                              | Amalie Mayer               | | | Bild gesucht Der Benutzer GeorgDerReisende ( Diskussion ) wünscht sich an dieser Stelle ein Bild vom Ort mit diesen Koordinaten 50.462436 7.470379 . Motiv: Am Kirchberg 2: die Stolpersteine für die Familie Mayer, die Lage und das Haus Falls du dabei helfen möchtest, erklärt die Anleitung , wie das geht. BW                          |
| Am Kirchberg 2                                              | Berta Mayer                | | | Bild gesucht Die Wikipedia wünscht sich an dieser Stelle ein Bild vom hier behandelten Ort. Weitere Infos zum Motiv findest du vielleicht auf der Diskussionsseite . Falls du dabei helfen möchtest, erklärt die Anleitung , wie das geht. BW                                                                                                |
| Am Ohligspfad 42                                            | Karl Heinz Feuerstein      | | | Bild gesucht Der Benutzer GeorgDerReisende ( Diskussion ) wünscht sich an dieser Stelle ein Bild vom Ort mit diesen Koordinaten 50.438403 7.474934 . Motiv: Am Ohligspfad 42: der Stolperstein für Karl Heinz Feuerstein, die Lage und das Haus Falls du dabei helfen möchtest, erklärt die Anleitung , wie das geht. BW                     |
| An der Marienkirche                                         | Alex Platz                 | | | Bild gesucht Der Benutzer GeorgDerReisende ( Diskussion ) wünscht sich an dieser Stelle ein Bild vom Ort mit diesen Koordinaten 50.459238 7.519875 . Motiv: An der Marienkirche 18: die Stolpersteine für die Familie Platz, die Lage und das Haus Falls du dabei helfen möchtest, erklärt die Anleitung , wie das geht. BW                  |
| An der Marienkirche                                         | Henriette Platz            | | | Bild gesucht Die Wikipedia wünscht sich an dieser Stelle ein Bild vom hier behandelten Ort. Weitere Infos zum Motiv findest du vielleicht auf der Diskussionsseite . Falls du dabei helfen möchtest, erklärt die Anleitung , wie das geht. BW                                                                                                |
| An der Marienkirche                                         | Rosa Platz                 | | | Bild gesucht Die Wikipedia wünscht sich an dieser Stelle ein Bild vom hier behandelten Ort. Weitere Infos zum Motiv findest du vielleicht auf der Diskussionsseite . Falls du dabei helfen möchtest, erklärt die Anleitung , wie das geht. BW                                                                                                |
| An der Marienkirche                                         | Salomon Platz              | | | Bild gesucht Die Wikipedia wünscht sich an dieser Stelle ein Bild vom hier behandelten Ort. Weitere Infos zum Motiv findest du vielleicht auf der Diskussionsseite . Falls du dabei helfen möchtest, erklärt die Anleitung , wie das geht. BW                                                                                                |
| Augustastraße 7                                             | Max Loeb                   | | Hier wohnte Dr. Max Loeb Jg. 1900 deportiert ermordet in Minsk | |
| Augustastraße 7                                             | Lilly Loeb                 | | Hier wohnte Lilly Loeb geb. Simon Jg. 1910 unfreiwillig verzogen Köln deportiert 1942 Minsk ermordet | |
| Augustastraße 54                                            | Herta Loeb                 | | | Bild gesucht Der Benutzer GeorgDerReisende ( Diskussion ) wünscht sich an dieser Stelle ein Bild vom Ort mit diesen Koordinaten 50.430997 7.472214 . Motiv: Augustastraße 54: die Stolpersteine für die Familie Loeb, die Lage und das Haus Falls du dabei helfen möchtest, erklärt die Anleitung , wie das geht. BW                         |
| Augustastraße 54                                            | Leonie Loeb                | | | Bild gesucht Die Wikipedia wünscht sich an dieser Stelle ein Bild vom hier behandelten Ort. Weitere Infos zum Motiv findest du vielleicht auf der Diskussionsseite . Falls du dabei helfen möchtest, erklärt die Anleitung , wie das geht. BW                                                                                                |
| Augustastraße 54                                            | Martha Loeb                | | | Bild gesucht Die Wikipedia wünscht sich an dieser Stelle ein Bild vom hier behandelten Ort. Weitere Infos zum Motiv findest du vielleicht auf der Diskussionsseite . Falls du dabei helfen möchtest, erklärt die Anleitung , wie das geht. BW                                                                                                |
| Augustastraße 54                                            | Otto Loeb                  | | | Bild gesucht Die Wikipedia wünscht sich an dieser Stelle ein Bild vom hier behandelten Ort. Weitere Infos zum Motiv findest du vielleicht auf der Diskussionsseite . Falls du dabei helfen möchtest, erklärt die Anleitung , wie das geht. BW                                                                                                |
| Augustastraße 54                                            | Ruth Loeb                  | | | Bild gesucht Die Wikipedia wünscht sich an dieser Stelle ein Bild vom hier behandelten Ort. Weitere Infos zum Motiv findest du vielleicht auf der Diskussionsseite . Falls du dabei helfen möchtest, erklärt die Anleitung , wie das geht. BW                                                                                                |
| Bahnhofstraße 1                                             | Dolly Wunderlich           | | | Bild gesucht Der Benutzer GeorgDerReisende ( Diskussion ) wünscht sich an dieser Stelle ein Bild vom Ort mit diesen Koordinaten 50.428407 7.464546 . Motiv: Bahnhofstraße 1: der Stolperstein für Dolly Wunderlich, die Lage und das Haus Falls du dabei helfen möchtest, erklärt die Anleitung , wie das geht. BW                           |
| Bahnhofstraße 20                                            | Hedwig Neuberger           | | Hier wohnte Hedwig Neuberger geb. Levison Jg. 1895 deportiert 1942 | |
| Bergstraße 4                                                | Gottschalk Berta Ernestine | | | Bild gesucht Der Benutzer GeorgDerReisende ( Diskussion ) wünscht sich an dieser Stelle ein Bild vom Ort mit diesen Koordinaten 50.474049 7.503135 . Motiv: Bergstraße 4: die Stolpersteine für die Familie Gottschalk, die Lage und das Haus Falls du dabei helfen möchtest, erklärt die Anleitung , wie das geht. BW                       |
| Bergstraße 4                                                | Hermann Gottschalk         | | | Bild gesucht Die Wikipedia wünscht sich an dieser Stelle ein Bild vom hier behandelten Ort. Weitere Infos zum Motiv findest du vielleicht auf der Diskussionsseite . Falls du dabei helfen möchtest, erklärt die Anleitung , wie das geht. BW                                                                                                |
| Beringstraße 1                                              | Johanette Moll             | | | |
| Beringstraße 1                                              | Johannette Sander          | | | |
| Beringstraße 1                                              | Michael Max Saunders       | | | |
| Dammstraße 15                                               | Ida Clarenz                | | | Bild gesucht Der Benutzer GeorgDerReisende ( Diskussion ) wünscht sich an dieser Stelle ein Bild vom Ort mit diesen Koordinaten 50.423816 7.462612 . Motiv: Dammstraße 15: der Stolperstein für Ida Clarenz, die Lage und das Haus Falls du dabei helfen möchtest, erklärt die Anleitung , wie das geht. BW                                  |
| Dierdorfer Straße 10                                        | Benno Jonas                | | | Bild gesucht Der Benutzer GeorgDerReisende ( Diskussion ) wünscht sich an dieser Stelle ein Bild vom Ort mit diesen Koordinaten 50.436691 7.46731 . Motiv: Dierdorfer Straße 10: die Stolpersteine für die Familie Jonas, die Lage und das Haus Falls du dabei helfen möchtest, erklärt die Anleitung , wie das geht. BW                     |
| Dierdorfer Straße 10                                        | Berta Jonas                | | Bild gesucht Die Wikipedia wünscht sich an dieser Stelle ein Bild vom hier behandelten Ort. Weitere Infos zum Motiv findest du vielleicht auf der Diskussionsseite . Falls du dabei helfen möchtest, erklärt die Anleitung , wie das geht. BW | |
| Dierdorfer Straße 10                                        | Fritz Michaelis            | Hier wohnte Fritz Michaelis Jg. 1900 verhaftet 1938 Dachau ermordet 18.04.1939                                               | | |
| Dierdorfer Straße 56                                        | Hanna Engel                | | | Bild gesucht Der Benutzer GeorgDerReisende ( Diskussion ) wünscht sich an dieser Stelle ein Bild vom Ort mit diesen Koordinaten 50.437723 7.46963 . Motiv: Dierdorfer Straße 56: die Stolpersteine für Hanna Engel und die Familie Levy, die Lage und das Haus Falls du dabei helfen möchtest, erklärt die Anleitung , wie das geht. BW      |
| Dierdorfer Straße 56                                        | Friedrich Levy             | | Bild gesucht Die Wikipedia wünscht sich an dieser Stelle ein Bild vom hier behandelten Ort. Weitere Infos zum Motiv findest du vielleicht auf der Diskussionsseite . Falls du dabei helfen möchtest, erklärt die Anleitung , wie das geht. BW | |
| Dierdorfer Straße 56                                        | Selma Levy                 | | Bild gesucht Die Wikipedia wünscht sich an dieser Stelle ein Bild vom hier behandelten Ort. Weitere Infos zum Motiv findest du vielleicht auf der Diskussionsseite . Falls du dabei helfen möchtest, erklärt die Anleitung , wie das geht. BW | |
| Elfriede-Seppi-Straße 13/14                                 | Jessy Nußbaum              | | | Bild gesucht Der Benutzer GeorgDerReisende ( Diskussion ) wünscht sich an dieser Stelle ein Bild vom Ort mit diesen Koordinaten 50.43078 7.456528 . Motiv: Elfriede-Seppi-Straße 13/14: die Stolpersteine für die Familien Bär und Nußbaum, die Lage und das Haus Falls du dabei helfen möchtest, erklärt die Anleitung , wie das geht. BW   |
| Elfriede-Seppi-Straße 13/14                                 | Karl Kuno Nußbaum          | | | Bild gesucht Die Wikipedia wünscht sich an dieser Stelle ein Bild vom hier behandelten Ort. Weitere Infos zum Motiv findest du vielleicht auf der Diskussionsseite . Falls du dabei helfen möchtest, erklärt die Anleitung , wie das geht. BW                                                                                                |
| Elfriede-Seppi-Straße 13/14                                 | Katharina Nußbaum          | | | Bild gesucht Die Wikipedia wünscht sich an dieser Stelle ein Bild vom hier behandelten Ort. Weitere Infos zum Motiv findest du vielleicht auf der Diskussionsseite . Falls du dabei helfen möchtest, erklärt die Anleitung , wie das geht. BW                                                                                                |
| Elfriede-Seppi-Straße 13/14                                 | Hans Nußbaum               | | | Bild gesucht Die Wikipedia wünscht sich an dieser Stelle ein Bild vom hier behandelten Ort. Weitere Infos zum Motiv findest du vielleicht auf der Diskussionsseite . Falls du dabei helfen möchtest, erklärt die Anleitung , wie das geht. BW                                                                                                |
| Elfriede-Seppi-Straße 13/14                                 | Moritz Mandel              | | | Bild gesucht Die Wikipedia wünscht sich an dieser Stelle ein Bild vom hier behandelten Ort. Weitere Infos zum Motiv findest du vielleicht auf der Diskussionsseite . Falls du dabei helfen möchtest, erklärt die Anleitung , wie das geht. BW                                                                                                |
| Elfriede-Seppi-Straße 13/14                                 | Berta Bär                  | | | Bild gesucht Die Wikipedia wünscht sich an dieser Stelle ein Bild vom hier behandelten Ort. Weitere Infos zum Motiv findest du vielleicht auf der Diskussionsseite . Falls du dabei helfen möchtest, erklärt die Anleitung , wie das geht. BW                                                                                                |
| Elfriede-Seppi-Straße 13/14                                 | Samson Bär                 | | | Bild gesucht Die Wikipedia wünscht sich an dieser Stelle ein Bild vom hier behandelten Ort. Weitere Infos zum Motiv findest du vielleicht auf der Diskussionsseite . Falls du dabei helfen möchtest, erklärt die Anleitung , wie das geht. BW                                                                                                |
| Elfriede-Seppi-Straße 13/14                                 | Paul Nußbaum               | | | Bild gesucht Die Wikipedia wünscht sich an dieser Stelle ein Bild vom hier behandelten Ort. Weitere Infos zum Motiv findest du vielleicht auf der Diskussionsseite . Falls du dabei helfen möchtest, erklärt die Anleitung , wie das geht. BW                                                                                                |
| Engerser Feld, Reiler Pütz                                  | Franciszek Matczak         | | | Bild gesucht Der Benutzer GeorgDerReisende ( Diskussion ) wünscht sich an dieser Stelle ein Bild vom Ort mit diesen Koordinaten 50.422719 7.514899 . Motiv: Engerser Feld/Reiler Pütz: der Stolperstein für Franciszek Matczak, die Lage und die Umgebung Falls du dabei helfen möchtest, erklärt die Anleitung , wie das geht. BW           |
| Engerser Landstraße 61                                      | Edith Strauß               | | | Bild gesucht Der Benutzer GeorgDerReisende ( Diskussion ) wünscht sich an dieser Stelle ein Bild vom Ort mit diesen Koordinaten 50.427552 7.474932 . Motiv: Engerser Landstraße 61: die Stolpersteine für die Familien Strauß und Weinberg, die Lage und das Haus Falls du dabei helfen möchtest, erklärt die Anleitung , wie das geht. BW   |
| Engerser Landstraße 61                                      | Oskar Strauß               | | Bild gesucht Die Wikipedia wünscht sich an dieser Stelle ein Bild vom hier behandelten Ort. Weitere Infos zum Motiv findest du vielleicht auf der Diskussionsseite . Falls du dabei helfen möchtest, erklärt die Anleitung , wie das geht. BW | |
| Engerser Landstraße 61                                      | Moritz Weinberg            | | Bild gesucht Die Wikipedia wünscht sich an dieser Stelle ein Bild vom hier behandelten Ort. Weitere Infos zum Motiv findest du vielleicht auf der Diskussionsseite . Falls du dabei helfen möchtest, erklärt die Anleitung , wie das geht. BW | |
| Engerser Landstraße 61                                      | Mathilde Weinberg          | | Bild gesucht Die Wikipedia wünscht sich an dieser Stelle ein Bild vom hier behandelten Ort. Weitere Infos zum Motiv findest du vielleicht auf der Diskussionsseite . Falls du dabei helfen möchtest, erklärt die Anleitung , wie das geht. BW | |
| Engerser Straße 2                                           | Ferdinand Levy             | | Hier wohnte Ferdinand Levy Jg. 1886 Opfer des Pogrom misshandelt 10.11.1938 tot 12.11.1938 | |
| Engerser Straße 2                                           | Rosa Levy                  | Hier wohnte Rosa Levy geb. Levy Jg. 1890 deportiert 1938 ermordet in Theresienstadt                                          | | |
| Engerser Straße 2                                           | Margot Levy                | Hier wohnte Margot Levy Jg. 1927 deportiert 1938 ermordet in Theresienstadt                                                  | | |
| Engerser Straße 4a                                          | Emilie Dahl                | | Hier wohnte Emilie Dahl Jg. 1867 deportiert 1942 Theresienstadt ermordet 24.1.1943 | |
| Engerser Straße 4a                                          | Henriette Dahl             | | Hier wohnte Henriette Dahl Jg. 1866 ermordet in Theresienstadt | |
| Engerser Straße 4a                                          | Karoline Bermann           | | Hier wohnte Karoline Bermann geb. Jonas Jg. 1879 deportiert 1942 ermordet in Auschwitz | |
| Engerser Straße 4a                                          | Margarete Dahl             | | Hier wohnte Margarete Dahl geb. Seligmann Jg. 1912 deportiert ermordet in Łódź | |
| Engerser Straße 4a                                          | Johanna Bermann            | | Hier wohnte Johanna Bermann Jg. 1902 deportiert Auschwitz ermordet 11.8.1942 | |
| Engerser Straße 4b                                          | Rosa Mendel                | | Hier wohnte Rosa Mendel geb. Haarburger Jg. 1876 deportiert Theresienstadt ermordet 9.10.1942 | |
| Engerser Straße 4b                                          | Moritz Mendel              | Hier wohnte Moritz Mendel Jg. 1870 deportiert Theresienstadt ermordet 13.12.1942                                             | | |
| Engerser Straße 6                                           | Robert Kronenthal          | | Hier wohnte Robert Kronenthal Jg. 1896 deportiert Auschwitz ermordet 11.1.1943 | |
| Engerser Straße 6                                           | Dorothea Kronenthal        | | Hier wohnte Dorothea Kronenthal geb. Tobias Jg. 1884 Schicksal unbekannt | |
| Engerser Straße 6                                           | Henriette Lazarus          | | Hier wohnte Henriette Lazarus geb. Kronenthal Jg. 1878 deportiert 1942 ermordet in Auschwitz | |
| Engerser Straße 6                                           | Caroline Hirsch            | | Hier wohnte Caroline Hirsch Jg. 1861 deportiert Gurs ermordet 17.1.1941 | |
| Engerser Straße 6                                           | Elvira Hirsch              | | Hier wohnte Elvira Hirsch geb. Rubens Jg. 1877 deportiert 1941 ermordet in Łódź | |
| Engerser Straße 6                                           | Otto Hirsch                | | Hier wohnte Otto Hirsch Jg. 1891 ermordet 25.8.1943 in Auschwitz | |
| Engerser Straße 6                                           | Anna Rosenheim             | | Hier wohnte Anna Rosenheim geb. Rubens Jg. 1876 deportiert 1942 Theresienstadt ermordet 5.10.1942 | |
| Engerser Straße 6                                           | Irma Cohen                 | | Hier wohnte Irma Cohen geb. Katz Jg. 1899 deportiert 1941 ermordet in Riga | |
| Engerser Straße 6                                           | Elsbeth Katz               | | Hier wohnte Elsbeth Katz geb. Salomon Jg. 1887 deportiert 1941 ermordet in Łódź | |
| Engerser Straße 17                                          | Otto Nathan                | | Hier wohnte Otto Nathan Jg. 1908 deportiert 1941 Auschwitz ermordet 27.7.1942 | |
| Engerser Straße 17                                          | Friedrich Wilhelm Nathan   | Hier wohnte Friedrich Wilhelm Nathan Jg. 1891 unfreiwillig verzogen Köln deportiert 1941 Riga ermordet                       | | |
| Engerser Straße 17                                          | Leo Cahn                   | Hier wohnte Leo Cahn Jg. 1898 unfreiwillig verzogen Berlin deportiert 1942 Riga Stutthof 1944 Buchenwald ermordet 31.12.1944 | | |
| Engerser Straße 17                                          | Irmgard Cahn               | Hier wohnte Irmgard Cahn geb. Nathan Jg. 1905 Schicksal unbekannt                                                            | | |
| Engerser Straße 17                                          | Irmgard Quitzow            | Hier wohnte Irmgard Quitzow geb. Wasser Jg. 1902 unfreiwillig verzogen Berlin verhaftet 1944 Ravensbrück ermordet 30.12.1944 | | |
| Engerser Straße 25                                          | Julie Leyser               | | Hier wohnte Julie Leyser Jg. 1881 deportiert 1941 Riga ? | |
| Engerser Straße 25                                          | Käte Hergershausen         | Hier wohnte Käte Hergershauser geb. Beer Jg. 1876 deportiert 1942 ermordet in Riga                                           | | |
| Engerser Straße 27                                          | Hermine Salomon            | | | Bild gesucht Der Benutzer GeorgDerReisende ( Diskussion ) wünscht sich an dieser Stelle ein Bild vom Ort mit diesen Koordinaten 50.428106 7.457985 . Motiv: Engerser Straße 27: der Stolperstein für Hermine Salomon, die Lage und das Haus Falls du dabei helfen möchtest, erklärt die Anleitung , wie das geht. BW                         |
| Engerser Straße 48                                          | Jenny Auguste Floersheim   | | | Bild gesucht Der Benutzer GeorgDerReisende ( Diskussion ) wünscht sich an dieser Stelle ein Bild vom Ort mit diesen Koordinaten 50.426592 7.459597 . Motiv: Engerser Straße 48: der Stolperstein für Jenny Auguste Floersheim, die Lage und das Haus Falls du dabei helfen möchtest, erklärt die Anleitung , wie das geht. BW                |
| Engerser Straße 72                                          | Otto Schwarz               | | | Bild gesucht Der Benutzer GeorgDerReisende ( Diskussion ) wünscht sich an dieser Stelle ein Bild vom Ort mit diesen Koordinaten 50.42564 7.460667 . Motiv: Engerser Straße 72: d Stolperstein für Otto Schwarz, die Lage und das Haus Falls du dabei helfen möchtest, erklärt die Anleitung , wie das geht. BW                               |
| Gladbacher Straße 19                                        | Moses Platz                | | | Bild gesucht Der Benutzer GeorgDerReisende ( Diskussion ) wünscht sich an dieser Stelle ein Bild vom Ort mit diesen Koordinaten 50.471595 7.500829 . Motiv: Gladbacher Straße 19: die Stolpersteine für die Familie Platz, die Lage und das Haus Falls du dabei helfen möchtest, erklärt die Anleitung , wie das geht. BW                    |
| Gladbacher Straße 19                                        | Johanna Platz              | | Bild gesucht Die Wikipedia wünscht sich an dieser Stelle ein Bild vom hier behandelten Ort. Weitere Infos zum Motiv findest du vielleicht auf der Diskussionsseite . Falls du dabei helfen möchtest, erklärt die Anleitung , wie das geht. BW | |
| Gladbacher Straße 19                                        | Kurt Platz                 | | Bild gesucht Die Wikipedia wünscht sich an dieser Stelle ein Bild vom hier behandelten Ort. Weitere Infos zum Motiv findest du vielleicht auf der Diskussionsseite . Falls du dabei helfen möchtest, erklärt die Anleitung , wie das geht. BW | |
| Heddesdorfer Straße 30                                      | Heinrich Rosenberg         | | Hier wohnte Heinrich Rosenberg Jahrgang 1882 deportiert 1941 Łódź/Litzmannstadt ermordet 26.9.1942 | |
| Heddesdorfer Straße 30                                      | Margarethe Rosenberg       | Hier wohnte Margarethe Rosenberg geb. Rothschild Jahrgang 1890 deportiert 1941 Łódź/Litzmannstadt ermordet 26.9.1942         | | |
| Heddesdorfer Straße 30                                      | Ilse Stützer               | Hier wohnte Ilse Stützer geb. Rosenberg Jahrgang 1914 deportiert Sobibor ermordet 16.7.1943                                  | | |
| Kirchstraße 19                                              | Julius Moses               | | | Bild gesucht Der Benutzer GeorgDerReisende ( Diskussion ) wünscht sich an dieser Stelle ein Bild vom Ort mit diesen Koordinaten 50.427707 7.456694 . Motiv: Kirchstraße 19: die Stolpersteine für die Familie Moses, die Lage und das Haus Falls du dabei helfen möchtest, erklärt die Anleitung , wie das geht. BW                          |
| Kirchstraße 19                                              | Paula Moses                | | Bild gesucht Die Wikipedia wünscht sich an dieser Stelle ein Bild vom hier behandelten Ort. Weitere Infos zum Motiv findest du vielleicht auf der Diskussionsseite . Falls du dabei helfen möchtest, erklärt die Anleitung , wie das geht. BW | |
| Kirchstraße 19                                              | Jakob Moses                | | Bild gesucht Die Wikipedia wünscht sich an dieser Stelle ein Bild vom hier behandelten Ort. Weitere Infos zum Motiv findest du vielleicht auf der Diskussionsseite . Falls du dabei helfen möchtest, erklärt die Anleitung , wie das geht. BW | |
| Langendorfer Straße 103                                     | Ida Löwenstein             | | Hier wohnte Ida Löwenstein geb. Cahn Jg. 1882 deportiert 1942 ermordet | |
| Langendorfer Straße 103                                     | Ferdinand Löwenstein       | Hier wohnte Ferdinand Löwenstein Jg. 1916 deportiert 28.7.1942 Theresienstadt ermordet 12.8.1942                             | | |
| Langendorfer Straße 103                                     | Rudolf Löwenstein          | Hier wohnte Rudolf Löwenstein Jg. 1871 deportiert 1942 Theresienstadt ermordet 12.8.1942                                     | | |
| Langendorfer Straße 132                                     | Berthold Langstadt         | | | Bild gesucht Der Benutzer GeorgDerReisende ( Diskussion ) wünscht sich an dieser Stelle ein Bild vom Ort mit diesen Koordinaten 50.428867 7.459703 . Motiv: Langendorfer Straße 132: die Stolpersteine für die Familie Langstadt, die Lage und das Haus Falls du dabei helfen möchtest, erklärt die Anleitung , wie das geht. BW             |
| Langendorfer Straße 132                                     | Elisabeth Langstadt        | | Bild gesucht Die Wikipedia wünscht sich an dieser Stelle ein Bild vom hier behandelten Ort. Weitere Infos zum Motiv findest du vielleicht auf der Diskussionsseite . Falls du dabei helfen möchtest, erklärt die Anleitung , wie das geht. BW | |
| Langendorfer Straße 132                                     | Ernst Günther Langstadt    | | Bild gesucht Die Wikipedia wünscht sich an dieser Stelle ein Bild vom hier behandelten Ort. Weitere Infos zum Motiv findest du vielleicht auf der Diskussionsseite . Falls du dabei helfen möchtest, erklärt die Anleitung , wie das geht. BW | |
| Langendorfer Straße 133                                     | Röschen Ascher             | 17.12.2007 | Hier wohnte Röschen Ascher geb. Loeb Jg. 1863 deportiert Theresienstadt ermordet 3.8.1943 | |
| Langendorfer Straße 133                                     | Frieda Loeb                | 17.12.2007 | Hier wohnte Frieda Loeb geb. Ascher Jg. 1888 deportiert 1941 ermordet in Riga | |
| Langendorfer Straße 133                                     | Martha Ascher              | 17.12.2007 | Hier wohnte Martha Ascher Jg. 1889 deportiert 1941 Minsk ermordet 18.11.1941 | |
| Mittelstraße 10                                             | Adele Voss                 | | Hier wohnte Adele Voss geb. Moses Jg. 1910 deportiert 1942 Izbica ermordet | |
| Mittelstraße 11                                             | Kurt Bodenheimer           | | Hier wohnte Kurt Bodenheimer Jg. 1929 deportiert Auschwitz ermordet 16.8.1944 | |
| Mittelstraße 11                                             | Sally Bodenheimer          | Hier wohnte Sally Bodenheimer Jg. 1905 deportiert 1905 Auschwitz ermordet 28.9.1944                                          | | |
| Mittelstraße 11                                             | Markus Fenig               | Hier wohnte Markus Fenig Jg. 1905 ausgebürgert 1938 Polen ermordet                                                           | | |
| Mittelstraße 11                                             | Lisel Fenig                | Hier wohnte Lisel Fenig geb. Moses Jg. 1921 ausgebürgert 1939 Polen ermordet                                                 | | |
| Mittelstraße 11                                             | Mathilde Salomon           | Hier wohnte Mathilde Salomon Jg. 1876 deportiert 1942 ermordet in Trawniki                                                   | | |
| Mittelstraße 11                                             | Walter Moses               | Hier wohnte Walter Moses Jg. 1916 deportiert 1941 Auschwitz ermordet 31.8.1942                                               | | |
| Mittelstraße 13                                             | Erna Meyer                 | | Hier wohnte Erna Meyer geb. Flatow Jg. 1896 deportiert 1941 ermordet in Łódź | |
| Mittelstraße 18                                             | Paula Bromberg             | | Hier wohnte Paula Bromberg geb. Rosenfeld Jg. 1894 deportiert 1943 ermordet in Sobibor | |
| Mittelstraße 18                                             | August Rosenfeld           | | Hier wohnte August Rosenfeld geb. Rosenfeld Jg. 1875 deportiert 1942 Minsk ermordet 1942 | |
| Mittelstraße 23                                             | Rosa Löwenstein            | | Hier wohnte Rosa Löwenstein geb. Lissner Jg. 1890 ? | |
| Mittelstraße 29                                             | Hugo Levita                | | Hier wohnte Hugo Levita Jg. 1890 deportiert 1942 ermordet in Auschwitz | |
| Mittelstraße 29                                             | Irma Levita                | Hier wohnte Irma Levita geb. Geisel Jg. 1893 deportiert 1942 ermordet in Auschwitz                                           | | |
| Mittelstraße 29                                             | Elfriede Krieger           | Hier wohnte Elfriede Krieger geb. Geisel Jg. 1895 deportiert 1942 Richtung Osten ?                                           | | |
| Mittelstraße 29                                             | Otto Levita                | Hier wohnte Otto Levita Jg. 1929 deportiert 1942 Ziel unbekannt ?                                                            | | |
| Mittelstraße 29                                             | Franziska Levita           | Hier wohnte Franziska Levita geb. Gutmann Jg. 1862 deportiert 1942 ermordet in Theresienstadt                                | | |
| Mittelstraße 29                                             | Rosa Geisel                | Hier wohnte Rosa Geisel geb. Rosenbaum Jg. 1870 deportiert 1942 ermordet in Theresienstadt                                   | | |
| Mittelstraße 30                                             | Arthur Hellwitz            | | Hier wohnte Arthur Hellwitz Jg. 1885 deportiert ermordet 1942 in Łódź | |
| Mittelstraße 30                                             | Hedwig Heymann             | Hier wohnte Hedwig Heymann geb. Hellwitz Jg. 1866 deportiert 1942 Theresienstadt ermordet 1.10.1942                          | | |
| Mittelstraße 30                                             | Martha Neckarsulmer        | Hier wohnte Martha Neckarsulmer geb. Hellwitz Jg. 1892 deportiert 1942 ?                                                     | | |
| Mittelstraße 33                                             | Laura Daniel               | | Hier wohnte Laura Daniel geb. Schiff Jg. 1863 gedemütigt / entrechtet geistig und seelisch zerbrochen tot 1938 in der Jacoby’schen Anstalt Bendorf-Sayn                                                                                       | |
| Mittelstraße 38                                             | Levy Louis Kuder           | | Hier wohnte Levy Louis Kuder Jg. 1868 deportiert ermordet in Minsk | |
| Mittelstraße 38                                             | Elsa Clementine Elias      | Hier wohnte Elsa Clementine Elias geb. Kahn Jg. 1902 deportiert ermordet in Łódź                                             | | |
| Mittelstraße 39                                             | Alfred Cahn                | | Hier wohnte Alfred Cahn Jg. 1893 deportiert 1941 ermordet in Lódz | |
| Mittelstraße 39                                             | Jakob Levy                 | | Hier wohnte Jakob Levy Jg. 1877 deportiert Theresienstadt ermordet 12.2.1943 | |
| Mittelstraße 39                                             | Selma Levy                 | Hier wohnte Selma Levy geb. Sternfeld Jg. 1886 deportiert 1942 ermordet in Auschwitz                                         | | |
| Mittelstraße 39                                             | Frieda Levy                | Hier wohnte Frieda Levy geb. Hirschberg Jg. 1891 deportiert ermordet in Minsk                                                | | |
| Mittelstraße 39                                             | Sally Levy                 | Hier wohnte Sally Levy Jg. 1884 deportiert ermordet in Minsk                                                                 | | |
| Mittelstraße 40                                             | Lydia Rath                 | 17.12.2007 | Hier wohnte Lydia Rath geb. Schloss Jg. 1884 deportiert ermordet in Auschwitz | |
| Mittelstraße 40                                             | Johanna Helga Rath         | 17.12.2007 | Hier wohnte Johanna Helga Rath Jg. 1920 ??? | |
| Mittelstraße 40                                             | Henriette Rath             | 17.12.2007 | Hier wohnte Henriette Rath geb. Jesse Jg. ? deportiert ermordet in Auschwitz | |
| Mittelstraße 41                                             | Albert Cahn                | | Hier wohnte Albert Cahn Jg. 1881 deportiert 1942 ermordet in Majddanek Lublin | |
| Mittelstraße 41                                             | Julius Cahn                | Hier wohnte Julius Cahn Jg. 1885 deportiert 1942 ermordet in Auschwitz                                                       | | |
| Mittelstraße 41                                             | Pauline Walder             | Hier wohnte Pauline Walder geb. Cahn Jg. 1887 deportiert 1941 Riga ermordet                                                  | | |
| Mittelstraße 41                                             | Ida Kahn                   | Hier wohnte Ida Kahn geb. Cahn Jg. 1890 deportiert 1941 ermordet in Łódź/Litzmannstadt                                       | | |
| Mittelstraße 43                                             | Alice May                  | | Hier wohnte Alice May geb. Eschelbacher Jg. 1904 deportiert 1942 ermordet in Auschwitz | |
| Mittelstraße 43                                             | Anna Cohen                 | Hier wohnte Anna Cohen geb. Eschelbacher Jg. 1883 ermordet 21.5.1943 in Sobibor                                              | | |
| Mittelstraße 43                                             | Helene Cahn                | Hier wohnte Helene Cahn geb. Eschelbacher Jg. 1863 ?                                                                         | | |
| Mittelstraße 43                                             | Lina Eschelbacher          | Hier wohnte Lina Eschelbacher Jg. 1879 verschollen am 5.10.1942                                                              | | |
| Mittelstraße 62                                             | Walter Danzig              | | Hier wohnte Walter Danzig Jg. 1883 deportiert ermordet 28.2.1945 Buchenwald | |
| Mittelstraße 62                                             | Ernst Danzig               | Hier wohnte Ernst Danzig Jg. 1885 deportiert ermordet 17.6.1942                                                              | | |
| Mittelstraße 68                                             | Margot Simon               | | Hier wohnte Margot Simon Jg. 1922 deportiert ermordet in Sobibor | |
| Mittelstraße 75                                             | Friedrich Cremer           | | Hier wohnte Friedrich Cremer Jg. 1844 deportiert Ziel unbekannt verschollen | |
| Mittelstraße 75                                             | Philip Walter Cremer       | Hier wohnte Philip Walter Cremer Jg. 1923 deportiert tot in Dachau                                                           | | |
| Mittelstraße 97                                             | Lili Hecht                 | | Hier wohnte Lili Hecht geb. Hanau Jg. 1906 deportiert Auschwitz ermordet 7.7.1944 | |
| Mittelstraße 99 (heute Mittelstraße 104 Ecke Hermannstraße) | Sofia Abraham              | | Hier wohnte Sofia Abraham geb. Aron Jg. 1886 deportiert 1941 Lódz ermordet 9.6.1943 | |
| Mittelstraße 99 (heute Mittelstraße 104 Ecke Hermannstraße) | Hedwig Süsskind            | Hier wohnte Hedwig Süsskind geb. Aron Jg. 1894 unfreiwillig verzogen Köln deportiert 1941 Lódz / Litzmannstadt ermordet      | | |
| Mittelstraße 100                                            | Sally Hecht                | | Hier wohnte Sally Hecht Jg. 1892 deportiert 1942 Ziel unbekannt verschollen | |
| Mittelstraße 100                                            | Max Hecht                  | Hier wohnte Max Hecht Jg. 1884 deportiert 1942 ermordet in Auschwitz                                                         | | |
| Mittelstraße 100                                            | Karl Hecht                 | Hier wohnte Karl Hecht Jg. deportiert 1944 ermordet in Auschwitz                                                             | | |
| Pfarrstraße 41/45                                           | Max Moses                  | | Hier wohnte Max Moses Jg. 1883 ??? | |
| Pfarrstraße 41/45                                           | Susanna Moses              | Hier wohnte Susanna Moses Jg. 1883 ???                                                                                       | | |
| Pfarrstraße 64                                              | Max Moser                  | | Hier wohnte Max Moser Jg. 1886 deportiert 1941 Lodz ermordet 28.1.1942 | |
| Pfarrstraße 64                                              | Leonore Moser              | Hier wohnte Leonore Moser Jg. 1910 deportiert 1942 ermordet in Auschwitz                                                     | | |
| Schloßstraße 15                                             | Nathan Meyer               | | Hier wohnte Nathan Meyer Jg. 1874 deportiert 28.7.1942 Theresienstadt ermordet 29.3.1944 | |
| Schloßstraße 15                                             | Berta Meyer                | Hier wohnte Berta Meyer geb. Moses Jg. 1885 deportiert 28.7.1942 Theresienstadt ermordet 9.10.1942                           | | |
| Schloßstraße 15                                             | Jakob Meyer                | Hier wohnte Jakob Meyer Jg. 1904 deportiert 1941 ermordet in Łódź                                                            | | |
| Schloßstraße 15                                             | Hermann Meyer              | Hier wohnte Hermann Meyer Jg. 1903 'Schutzhaft' 1938 Dachau deportiert 1942 ermordet in Majdanek                             | | |
| Schloßstraße 23                                             | Martha Babette Strauss     | | Hier wohnte Martha Babette Strauss geb. Kahn Jg. 1906 deportiert 1942 ermordet in Piaski | |
| Schloßstraße 28–30                                          | Walter Mayer               | | Hier wohnte Walter Mayer Jg. 1894 ? | |
| Schloßstraße 28–30                                          | Frieda Mayer               | Hier wohnte Frieda Mayer geb. Levy Jg. 1896 ?                                                                                | | |
| Schloßstraße 28–30                                          | Kurt Mayer                 | Hier wohnte Kurt Mayer Jg. 1926 ?                                                                                            | | |
| Schloßstraße 28–30                                          | Georgine Mayer             | Hier wohnte Georgine Mayer geb. Hecht Jg. 1869 deportiert 1942 Theresienstadt ermordet 6.12.1942                             | | |
| Schloßstraße 32                                             | Isidor Jonas               | | Hier wohnte Isidor Jonas Jg. 1870 deportiert 1942 Ziel unbekannt verschollen | |
| Schloßstraße 32                                             | Josefine Jonas             | Hier wohnte Josefine Jonas geb. Eigner Jg. 1876 deportiert 1942 Ziel unbekannt verschollen                                   | | |
| Schloßstraße 32                                             | Leonore Jonas              | Hier wohnte Leonore Jonas Jg. 1912 deportiert Schicksal unbekannt                                                            | | |
| Schloßstraße 50–52                                          | Leopold Moses              | | | Bild gesucht Der Benutzer GeorgDerReisende ( Diskussion ) wünscht sich an dieser Stelle ein Bild vom Ort mit diesen Koordinaten 50.430143 7.460254 . Motiv: Schloßstraße 50–52: die Stolpersteine für Rosel Löwenstein und die Familie Moses, die Lage und das Haus Falls du dabei helfen möchtest, erklärt die Anleitung , wie das geht. BW |
| Schloßstraße 50–52                                          | Lina Moses                 | | Bild gesucht Die Wikipedia wünscht sich an dieser Stelle ein Bild vom hier behandelten Ort. Weitere Infos zum Motiv findest du vielleicht auf der Diskussionsseite . Falls du dabei helfen möchtest, erklärt die Anleitung , wie das geht. BW | |
| Schloßstraße 50–52                                          | Rosel Löwenstein           | | Bild gesucht Die Wikipedia wünscht sich an dieser Stelle ein Bild vom hier behandelten Ort. Weitere Infos zum Motiv findest du vielleicht auf der Diskussionsseite . Falls du dabei helfen möchtest, erklärt die Anleitung , wie das geht. BW | |
| Schloßstraße 71                                             | Ewald Ransenberg           | | Hier wohnte Ewald Ransenberg Jg. 1898 deportiert ermordet 1944 in Stutthof | |
| Schloßstraße 71                                             | Paula Ransenberg           | Hier wohnte Paula Ransenberg Jg. 1888 deportiert ermordet 1942 in Izbica                                                     | | |
| Schloßstraße 71                                             | Grete Ransenberg           | Hier wohnte Grete Ransenberg Jg. 1891 deportiert ermordet 1944 in Stutthof                                                   | | |
| Schloßstraße 71                                             | Irma Ransenberg            | Hier wohnte Irma Ransenberg Jg. 1893 deportiert ermordet 1944 in Theresienstadt                                              | | |
| Schloßstraße 71                                             | Gertrude Heidelberg        | | Hier wohnte Gertrude Heidelberg geb. Ransenberg Jg. 1897 deportiert ermordet 1942 in Izbica | |
| Schloßstraße 71                                             | Helene Wolf                | Hier wohnte Helene Wolf geb. Ransenberg Jg. 1889 deportiert ermordet 1942 in Izbica                                          | | |